# Rožmitál (Broumov)
Rožmitál (německy Rosenthal) je vesnice v okrese Náchod, dnes součást města Broumov. V roce 2021 zde žilo 162 obyvatel.

## Historie
Jako první písemná zmínka o Rožmitálu bývá uváděn rok 1359 (Villa Rosenthal), nebo rok 1406. Ves náležela k panství broumovského kláštera. Po reformě místní správy se stal Rožmitál samostatnou obcí, kterou byl až do 1. června 1966, kdy byl připojen k Broumovu. Před započetím druhé světové války, v roce 1938, byl s celým Broumovskem připojen k Německé říši, poválečná výměna obyvatel - odsun německého a dosídlování českým obyvatelstvem měl podstatný podíl na výrazném snížení počtu zdejších obyvatel.

### Počet obyvatel
Graf vývoje obyvatelstva:

## Poloha a přírodní poměry
Ves leží východně od centra Broumova, při úpatí Javořích hor, podél silnice, která tvoří její osu, čímž je silně protažena severojižním směrem. Je rozložena po obou březích Rožmitálského potoka, který se v jižní části vsi vlévá do Černého potoka, v chráněné krajinné oblasti Broumovsko. V horní části obce, pod Javořími horami, je dodnes činný andezitový lom (zdejší sopečná hornina byla dříve označovaná jako melafyr), ve kterém se vyskytují různé minerály, včetně drahých kamenů. Směrem na Šonov najdeme lesní komplex o velikosti zhruba 50 ha, zvaný Farský les (německy Pfarrbusch). 

## Přírodní památky
- v katastru Rožmitálu se nachází Bobří vrch s dochovanými bukovými porosty, součást Javořích hor

## Kulturní památky
- Usedlost čp. 39 a 38[8]
- statky a roubenky broumovského typu
- Kaple svatého Floriána z roku 1747, v letech 2000–2022 známá také jako kaple Svatého Kříže[9][10]
- kaple sv. Jana Nepomuckého[11]
- kaple Panny Marie Pomocné[12]
- křížová cesta obnovená v roce 1998
- Sloup se sochou Panny Marie z roku 1856[13]
- Obelisk se sochami u domu čp. 6[14]
- Třípanský kámen - historický hraniční kámen z roku 1732
- na území obce je asi dvacet drobných památek (databáze Drobné památky Broumovska jich uvádí 21[15])

### Galerie

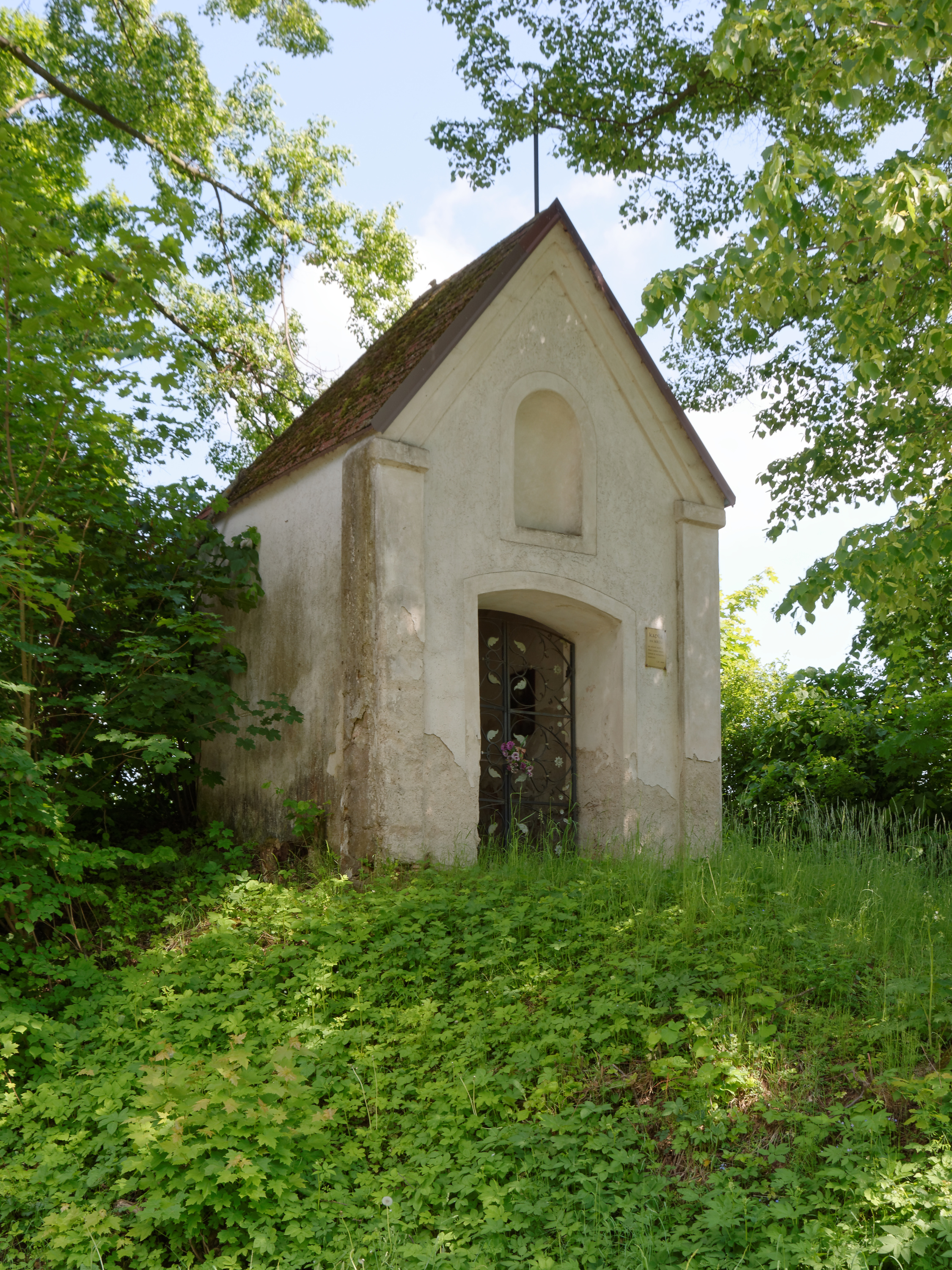
Kaple svatého Floriána
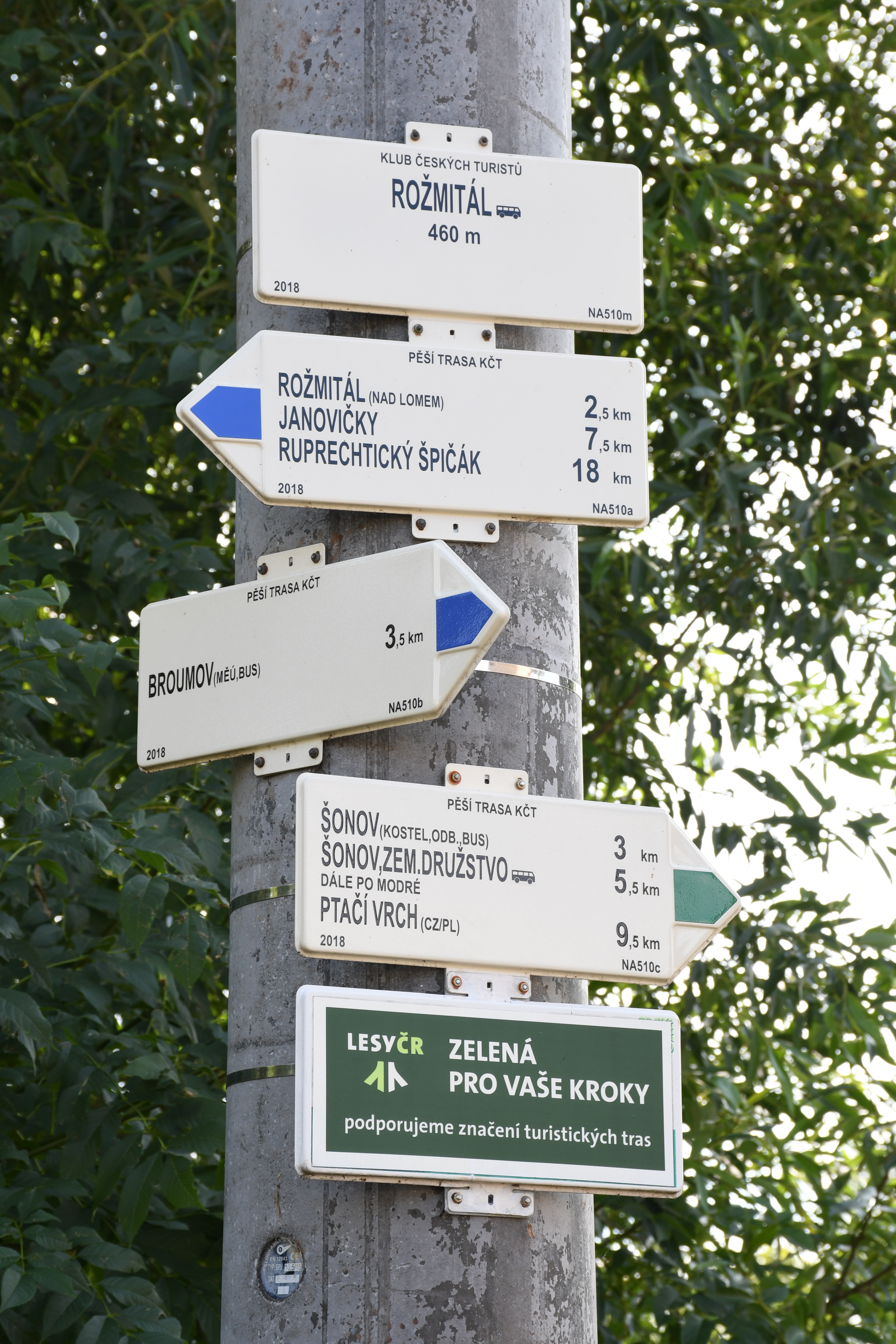
Turistický rozcestník u konečné autobusu
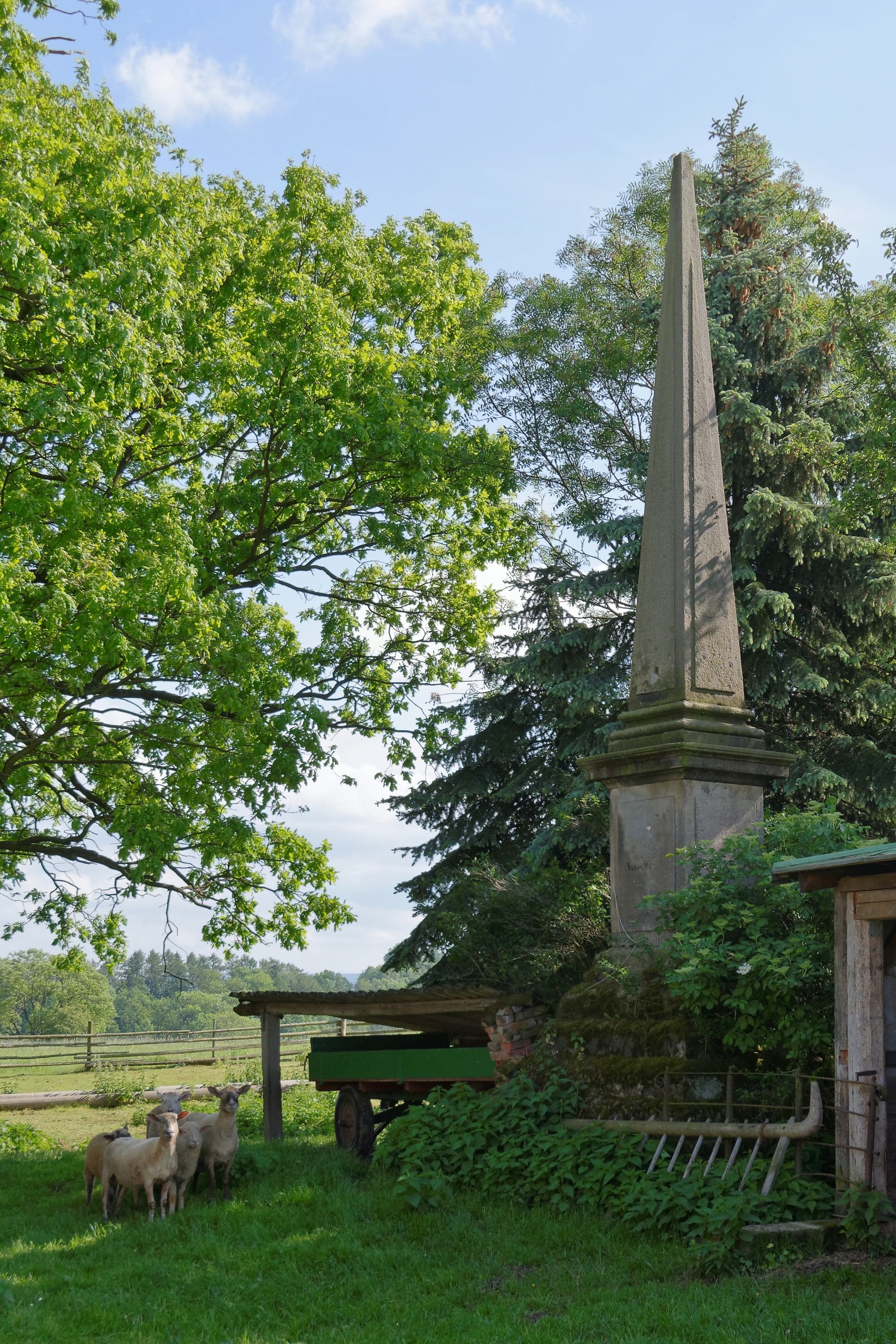
Obelisk za domem čp. 6

## Složky a organizace
- Český červený kříž Rožmitál
- Hasiči Rožmitál
- Osadní výbor